# Ingrid Muccitelli
Ingrid Muccitelli (Roma, 25 giugno 1979) è una conduttrice televisiva e giornalista italiana.

## Biografia
Giornalista pubblicista iscritta dal 2011 all'Ordine dei Giornalisti del Lazio, è laureata in Scienze della comunicazione alla LUMSA - Libera Università Maria SS. Assunta. Nata a Roma nel 1979, ma originaria di Formia, dopo la laurea (2003) inizia a lavorare per la casa di produzione Magnolia come redattrice del programma Markette di LA7, dove rimane anche per le edizioni 2004-2005 e 2005-2006. Nella primavera del 2006 collabora nella redazione di Niente di personale di Antonello Piroso. Nell'estate 2006, finita l'esperienza come redattrice, passa alla conduzione di Omnibus estate insieme ad Andrea Pennacchioli, dove viene confermata anche per l'edizione invernale 2006-2007. Dall'autunno 2007 conduce Omnibus Weekend in coppia con Paola Cambiaghi.
Approda in Rai nel 2008 nel programma del mezzogiorno di Rai 2 Insieme sul Due, con la conduzione di Milo Infante e la regia di Michele Guardì. Nel 2009 entra a far parte del cast del programma del week-end Mattina in famiglia, dove viene riconfermata nella stagione 2010-2011 con le rubriche Donne e Risorgimento e Sport e cuore. Nell'estate 2011 passa alla conduzione del programma di Rai 1 Unomattina estate weekend insieme a Gianni Milano. Nell'ottobre 2011 in occasione del Festival del Cinema di Roma conduce su Rai Movie, TV ufficiale dell'evento, l'appuntamento quotidiano Ciak Point. Il 30 giugno ha presentato su Rai 1 con Tiberio Timperi il Premio Ischia 2012, prestigioso premio dedicato al giornalismo internazionale. Sempre su Rai 1, dal 31 luglio al 7 settembre, conduce con Luca Salerno il programma Unomattina VitaBella.
Dal 3 giugno 2013 conduce l'ultima parte di Unomattina estate chiamata Ciao, come stai?. Nella stagione 2013-2014 conduce Linea verde su Rai 1 con Patrizio Roversi. Nell'estate 2014 conduce l'ultima parte di Unomattina estate, intitolata Sapore di Sole. Dal 4 ottobre 2014 è la nuova padrona di casa di Unomattina in famiglia, dove sostituisce Francesca Fialdini, a sua volta approdata alla versione feriale di Unomattina. Dal 17 ottobre 2015 conduce anche Sabato in, sempre in coppia con Tiberio Timperi. 
Nell’estate 2018 ha condotto La vita in diretta Estate con Gianluca Semprini.
Per la stagione 2019/2020 conduce Linea verde assieme a Beppe Convertini. Nel 2021 ritorna alla conduzione di Unomattina in famiglia.

## Programmi tv

### Redattrice
- Markette (LA7, 2004-2006)
- Niente di personale (LA7, 2006)

### Conduttrice
- Omnibus Estate (LA7, 2006)
- Omnibus (LA7, 2006-2007)
- Omnibus Weekend (LA7, 2007-2008)
- Insieme sul 2 (Rai 2, 2009-2010)
- Unomattina Estate Weekend (Rai 1, 2011)
- Ciak Point (Rai Movie, 2011)
- VitaBella (Rai 1, 2012)
- Premio Ischia di Giornalismo Internazionale (Rai 1, 2012)
- Ciao, come stai? (Rai 1, 2013)
- Linea verde (Rai 1, 2013-2014, 2019-2021)
- Sapore di sole (Rai 1, 2014)
- Unomattina in famiglia (Rai 1, 2014-2019; dal 2021)
- Sabato in (Rai 1, 2015-2016)
- La vita in diretta Estate (Rai 1, 2018)
- Premio Renato Rascel (Rai 1, 2019)
- Telethon (Rai 1, 2019)
- Concerto dell'Epifania (Rai 1, 2020)
- Premio Città di Monopoli (Canale 7, 2024)